# فيليسيتي فيلد
فيليسيتي فيلد (بالإنجليزية: Felicity Field)‏ هي متزحلقة بريطانية، ولدت في 4 مارس 1946.

## وصلات خارجية
- فيليسيتي فيلد على موقع الاتحاد الدولي للتزلج (التزلج على المنحدرات الثلجية) (الإنجليزية)
- فيليسيتي فيلد على موقع أوليمبيديا (الإنجليزية)